# Waldir Maranhão
Waldir Maranhão Cardoso (São Luís, 4 de agosto de 1955) é um veterinário e político brasileiro filiado atualmente ao Partido da Social Democracia Brasileira (PSDB). Foi reitor da Universidade Estadual do Maranhão, antes do pleito de 2006 que o elegeu para a Câmara Federal.
Em 2010, teve rejeitada prestação de contas pelo TRE do Maranhão referente às eleições do mesmo ano para deputado federal por recebimento de recurso de fonte não identificada. Em 17 de abril de 2016, Waldir Maranhão votou contra a abertura do processo de impeachment de Dilma Rousseff. Em 5 de maio de 2016, assumiu a presidência da Câmara dos Deputados interinamente, após afastamento provisório de Eduardo Cunha. Em 4 de julho de 2016, o ministro do STF Marco Aurélio Mello, autorizou a quebra do sigilo bancário de Waldir Maranhão. A decisão foi tomada após pedido da Procuradoria-Geral da República (PGR). De acordo com a procuradoria, há "fortes indícios" de que Maranhão recebeu vantagens "indevidas" para atuar em diversas prefeituras a favor de um esquema ilegal que direcionava investimentos de regimes de previdência de servidores públicos municipais.

## Formação acadêmica
Graduou-se em Medicina Veterinária em 1979 pela Federação das Escolas Superiores do Maranhão, atualmente, Universidade Estadual do Maranhão. Recebeu o título de Mestrado também em Medicina Veterinária pela Universidade Federal de Minas Gerais, em Belo Horizonte, em 1985.

## Histórico
Ainda pelo PSB, elegeu-se deputado federal em 2006, com 64.286 votos , 2,23 por cento do total. E com 106.646 votos (3,5 por cento) foi reeleito em 2010, já pelo PP. Nas eleições municipais seguintes não saiu candidato, mas apoiou o ex-prefeito Tadeu Palácio, em coligação com o Partido da República. Foi novamente reeleito pelo PP em 2014, desta vez com 66.274 votos, 2,16 do total, figurando entre os quinze mais bem votados. E passa a partir de 2015 a compor a mesa diretora da Câmara dos deputados como vice-presidente da Casa. No mesmo ano, Flávio Dino é eleito governador do Maranhão, já em primeiro turno. No primeiro turno, a chamada Coligação com a Força do Povo foi formada também pelo PSD, pelo PP, pelo PR, pelo PRB, pelo PDT e pelo PCdoB (9 partidos).
Em 14 de outubro de 2010, o PP se juntou não-oficialmente à coligação. A candidata presidencial da coligação era Dilma Rousseff (PT), tendo como vice Michel Temer (PMDB). Eles foram eleitos no dia 31 de outubro de 2010 e tomaram posse no dia 1° de janeiro de 2011. Nas eleições parlamentares, a coligação Para o Brasil seguir mudando obteve controle de 352 dos 513 assentos da Câmara dos Deputados.
Nas eleições de 2010, teve de explicar um milagre de multiplicação de dinheiro: doou para si mesmo um valor 33 vezes maior que aquele que declarara. A prestação de contas de Maranhão registra doações de 557,5 mil reais, em espécie, para si mesmo, o equivalente a 72 por cento do total da declaração de bens (776,5 mil reais). Na ocasião, ele havia declarado dispor de 16,5 mil reais em espécie — não havendo menção a conta corrente ou aplicação financeira.

Em 17 de abril de 2016, se posicionou contrário ao processo de impeachment da presidente Dilma, desobedecendo assim a orientação partidária.

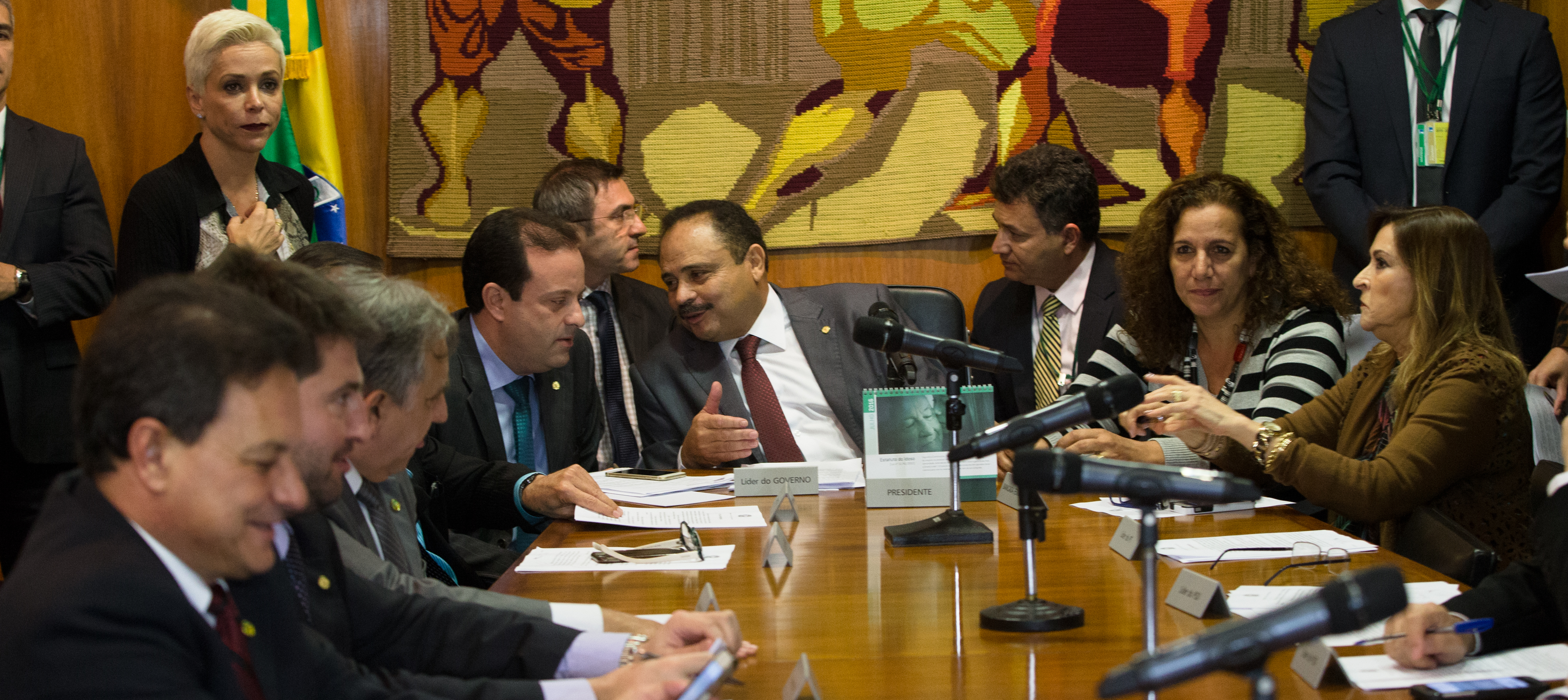
Brasília 11/07/2016 - Deputado Waldir Maranhão comanda reunião de líderes.

Em 9 de maio de 2016, após assumir interinamente a presidência da Câmara dos Deputados, em uma decisão controvérsia, Waldir Maranhão decidiu anular sessão que aprovou a admissibilidade do impeachment da presidente Dilma Rousseff na Câmara. A decisão de Waldir foi duramente criticada pela Ordem dos Advogados do Brasil (OAB). O presidente do Conselho Federal da OAB, Claudio Lamachia, disse ver com “extrema preocupação” a medida e afirma que a entidade não aceita que “coloque-se em prática um vale-tudo à margem da Carta”. A decisão também foi criticada pelo ministro do STF, Gilmar Mendes, e também pelo jurista Ives Gandra. O então presidente do Senado, Renan Calheiros, classificou a decisão de brincadeira com a democracia e decidiu não acatar a ordem de devolver o processo à Câmara, alegando que o processo já estava sob inteiro controle do Senado . Na noite do mesmo dia, Waldir Maranhão revogou da própria decisão e desistiu de anular sessões do processo de impeachment.
Em 9 de maio de 2016, DEM e PSD pediram a cassação do mandato do presidente interino da Câmara.
Em agosto de 2017, deixou o Partido Progressista e ingressou no Avante (ex-PTdoB), como pré-candidato ao Senado. Em março de 2018, sua filiação ao Partido dos Trabalhadores foi negada. Acusou o governador Flávio Dino, seu então aliado, pelo pedido negado. Dias depois anunciou o ingresso no PSDB, partido oposicionista à Dino.
Foi candidato a deputado federal em 2018 pelo PSDB e em 2022 pelo PDT, mas não obteve êxito.

### Candidato a prefeito de São Luis
Waldir Maranhão foi candidato a prefeito de São Luis do Maranhão nas eleições municipais de 2008. Naquele ano, teve como vice José William de Paula Souza Júnior na Coligação "São Luís: progresso sustentável" (PP e PV). Obteve 2.644 o equivalente a 0,5 por cento dos votos e ficou na nona colocação.

## Linha sucessória da Presidência  da República
Com o afastamento, o processo de impeachment da presidente Dilma Rousseff (PT) em seguimento, a linha sucessória da Presidência pode ser alterada, pois o presidente interino da câmara, o deputado Waldir Maranhão (PP-MA), não entra na linha sucessória, de acordo com a Mesa Diretora da Câmara.

## Sucessão na Presidência da Câmara dos Deputados

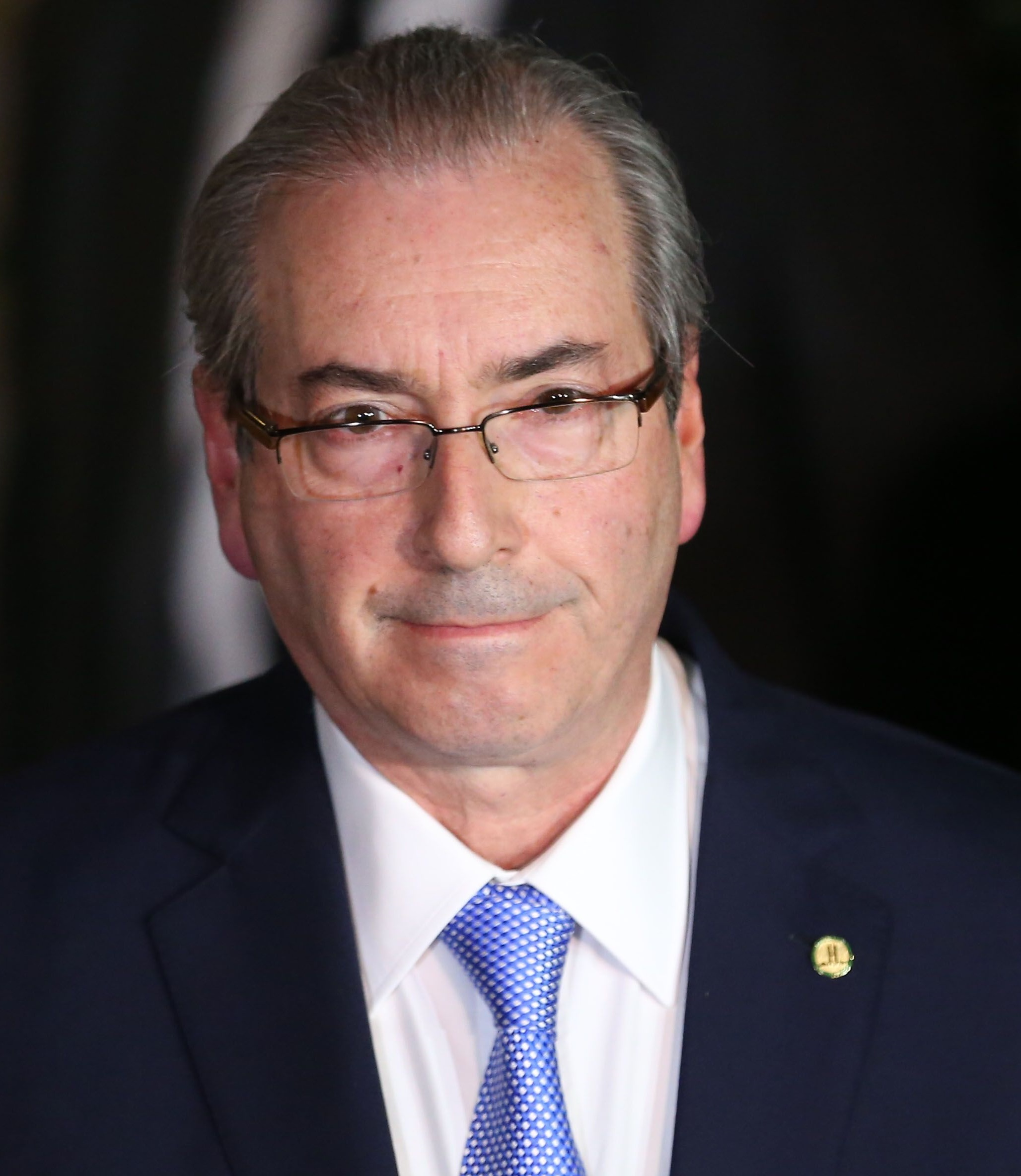
Eduardo Cunha durante coletiva de imprensa na noite da sessão do STF que manteve seu afastamento.

Existem duas vertentes sobre a sucessão de Eduardo Cunha, na Presidência da Câmara Federal.
- A primeira diz que apenas a retirada definitiva do mandato e também do cargo de presidente da Câmara é feita pela própria Câmara. Então, Waldir Maranhão permanece no cargo até que o afastamento definitivo do deputado seja feito pelo Conselho de Ética, enquanto que a decisão do Supremo é temporária. Além disto, o cargo não se encontra vago, impossibilitando assim, novas eleições.
- A segunda diz que apesar de não ser definitiva a decisão, já representa o afastamento definitivo da presidência; essa vertente entende que a decisão deixa claro que ele nunca assumirá a presidência do país por ser investigado pelo STF, estando impedido de permanecer na presidência da Câmara. Se esta última interpretação vencer, o presidente interino terá que convocar novas eleições para presidência em até cinco sessões legislativas.[31]

## Ações judiciais

### Prestações de contas rejeitadas
Waldir teve rejeitada a prestação de contas no Tribunal Regional Eleitoral (TRE) do Maranhão referente às eleições para deputado federal por recebimento de recurso de fonte não identificada. Recorreu da decisão, mas perdeu.

### Captação ilícita de recursos
Em 2010, o deputado responde no TRE do Maranhão a uma representação movida pelo Ministério Público Eleitoral por captação ilícita de recursos. O processo corre em sigilo.

### Ação Civil Pública
No Tribunal de Justiça do Maranhão, Waldir responde por uma ação civil pública na comarca de São Luís movida pelo Ministério Público Estadual.

### Outros Fatos
- O Ministério Público Eleitoral constatou irregularidades e pediu a cassação do mandato, mas, em 2015, com o início da nova legislatura, o processo foi arquivado.[33]
- Em março de 2015, o presidente interino da Câmara teve um veículo Toyota Hilux penhorado pela Justiça do Maranhão para assegurar parte do pagamento de uma dívida com uma gráfica, referente à campanha de 2014. O deputado fez um acordo e se comprometeu a pagar R$ 1,1 milhão, mas deixou de pagar as parcelas. Houve uma busca, por meio do sistema do Banco Central, que não encontrou nenhum valor vinculado ao deputado no sistema bancário.[33]
- Em outra ocorrência judicial, o governo maranhense foi condenado, em primeira instância, a pagar R$ 104 mil de indenização, em função de um ato de Maranhão quando ocupou a Secretaria de Ciência e Tecnologia, entre 2009 e 2010.[33]

## Suspeitas de corrupção

### Operação Miqueias
A revista Isto É publicou sobre dois inquéritos enfrentados por Waldir Maranhão no Supremo Tribunal Federal, ambos por suposta prática de crimes de ocultação de bens e desvio de recursos de fundos de pensão que teria movimentado 300 milhões de reais em um ano e meio.
De acordo com a revista Época, um delator da Operação Miqueias afirmou que Maranhão recebeu 60 mil reais ao intermediar um aporte de 6 milhões de reais da prefeitura de Santa Luzia, no Maranhão, em um fundo de investimento mantido pela quadrilha do doleiro Fayed Treboulsi. Conversas reveladas pela revista Veja mostram Maranhão e Treboulsi tratando de reuniões com prefeitos. Um áudio envolve uma negociação a respeito do fornecimento de merenda escolar.

### Operação Lava Jato
Waldir Maranhão é investigado pelo Supremo por lavagem de dinheiro e recebimento de propina de repasses mensais entre 30 e 150 mil reais do doleiro Alberto Youssef, por participação na quadrilha que desviou recursos e fraudou contratos da Petrobras com empreiteiras investigadas na Lava Jato.

### Funcionário fantasma
Em 11 de maio de 2016, foi divulgado pelo Estadão que Waldir Maranhão recebeu ao total cerca de 370 mil reais em salários da Universidade Estadual do Maranhão (Uema), recebendo salários mensais de cerca de R$ 16 mil, de forma absolutamente irregular. Os salários só deixaram de ser pagos após uma auditoria interna da universidade. "Foi quando vimos que o nome do professor Waldir Maranhão estava lá, realmente de forma irregular", disse o reitor da Uema, Gustavo Costa, que assumiu o comando da instituição em janeiro de 2015.

## Processo de cassação
O processo de cassação de Waldir Maranhão consistiu em uma representação contra o deputado federal Waldir Maranhão no Conselho de Ética da Câmara dos Deputados do Brasil, que poderia resultar em punições podendo levar até a cassação pela quebra de decoro parlamentar. O processo começou quando os partidos DEM e PSD pediram a cassação do mandato do presidente interino da Câmara no dia 9 de maio de 2016. A representação foi entregue à Secretaria-Geral da Mesa da Câmara, que teria o prazo de três sessões para remeter o processo ao Conselho de Ética. Na representação, os partidos argumentam que o deputado feriu o decoro ao acolher recurso da Advocacia-Geral da União (AGU) que pedia a anulação de atos do processo de impeachment de Dilma Rousseff.
| “ | Não sei a pretexto de quê e seguindo quais interesses ele quer desmoralizar a Câmara Federal e o Parlamento brasileiro. Ele feriu flagrantemente o regimento interno | ” |

| “ | "O presidente em exercício, que não tem a mínima capacidade de estar à frente da Câmara, desrespeitou todos esses dispositivos e, portanto, merece ser cassado | ” |

O deputado continuou resistindo à pressão do PP para que renunciasse ao cargo. A oposição (que tinha dado ao partido prazo até o dia 12 de maio de 2016 para que ele tomasse a decisão de renunciar) tentará agilizar a representação no Conselho de Ética e pressionará para votar, em plenário, a proposta de afastamento do cargo, diante a recusa dele.
| “ | Estamos tentando formatar uma solução para esse Casa. Vamos fazer o processo contra ele (Maranhão) e contra Cunha avançarem no Conselho de Ética. Tem problemas na política que às vezes não enxergamos em um primeiro momento a solução, mas ela aparecerá | ” |

Diante a pressão que vem sendo feita sobre o presidente interino, o deputado Silvio Costa (PTdoB-PE) defendeu:
| “ | Deram o golpe na Dilma e agora querem dar o golpe também no Maranhão. Por que não cobram a renúncia de Cunha? Maranhão não está sozinho e me garantiu que não irá renunciar. Parem de ameaçar o Waldir. Ele terá sustentação política. Ele terá proteção política. E foram eles que elegeram o Maranhão. Quem pariu Mateus que o embale | ” |

No dia 18 de maio de 2016. o PSD abandonou a representação, diante este fato, o coautor Pauderney Avelino (DEM) ia reapresentar o pedido no dia 23 de maio de 2016.
| “ | Foi uma traição, uma sacanagem do PSD. Isso tem cheiro de mais uma articulação de Eduardo Cunha. Falei com o Rogério Rosso agora: ele não podia ter feito isso. Não precisava ter feito acordo com o DEM, mas, se fez e assinou a representação, tinha que honrar o acordo | ” |

Foi arquivado pela Câmara dos Deputados por um erro formal, e o DEM desistiu de reapresentá-lo sozinho.